# Đo liều chiếu
Đo liều chiếu xạ, thường nói rút gọn là đo liều chiếu, là phép đo, tính toán và đánh giá lượng bức xạ ion hóa đã hấp thụ bởi cơ thể con người. Bức xạ này bao gồm cả hai loại.
1. Bức xạ ngoài, là bức xạ có sẵn trong tự nhiên hay môi trường, do bị chiếu xạ hay do hít phải chất phóng xạ;
2. Bức xạ trong hay bức xạ nội, là bức xạ từ các đồng vị phóng xạ có sẵn trong các mô.

Đo liều chiếu xạ là thành phần quan trọng trong lĩnh vực vật lý sức khỏe và an toàn bức xạ .
Đo liều chiếu xạ ngoài thực hiện bằng máy đo liều bức xạ, ví dụ máy cầm tay 2401 EC2/EC2A .
Đo liều chiếu xạ nội là đo và đánh giá liều lượng chiếu xạ nội, dựa trên một loạt các phương pháp giám sát, xét nghiệm sinh học hoặc chụp ảnh phóng xạ.
Đo liều chiếu xạ được sử dụng rộng rãi trong an toàn bức xạ và được áp dụng thường xuyên để theo dõi các nhân viên bức xạ chuyên nghiệp, nơi có chiếu xạ hoặc nơi xảy ra sự cố về bức xạ, chẳng hạn như sau Sự cố Three Mile Island, thảm họa Chernobyl hay sự cố nhà máy điện Fukushima I. Lượng liều nhiễm công cộng được đo và tính toán từ nhiều chỉ số khác nhau như đo bức xạ gamma trong môi trường, theo dõi phát tán chất phóng xạ, và đo mức ô nhiễm phóng xạ.
Một nhánh quan trọng khác là máy đo liều y khoa, nơi theo dõi các liều chiếu điều trị theo yêu cầu, hoặc bất kỳ liều hấp thụ bảo đảm nào cần theo dõi, và trong đo liều môi trường, chẳng hạn như để theo dõi lượng khí radon tích tụ trong nhà.